# Manuel Batalla
Manuel Batalla Jordá (Amposta, 31 agosto 1935) è un ex calciatore spagnolo, di ruolo difensore.

## Carriera
Batalla inizia a giocare nel Club de Futbol Amposta, squadra della sua città natale, militante nella Tercera División spagnola.
Nel 1959 si trasferisce al Club Deportivo Ourense, salendo nella Segunda División. Nel 1963 passa al Pontevedra, squadra militante nella Liga spagnola. Esordisce nel massimo campionato spagnolo il 21 settembre dello stesso anno contro il Barcellona, con Rafael Yunta come allenatore. A fine stagione, il Pontevedra retrocede in Segunda, ma vince il campionato successivo, nel 1964-1965, ritornando quindi a giocare nella Liga. Batalla disputa quindi cinque stagioni consecutive in massima serie con il Pontevedra.
Si ritira nel 1970, stagione che coincide con la retrocessione in Segunda División del club galiziano.

## Palmarès

### Club

#### Competizioni nazionali
- Segunda División spagnola: 1

Pontevedra: 1964-1965